# Alina Janocha
Alina Janocha – doktor habilitowana w dziedzinie nauk rolniczych w dyscyplinie zootechnika. Profesor Uniwersytetu Przyrodniczo-Humanistycznego w Siedlcach. Od 2017 roku Przewodnicząca Komitetu Okręgowego oraz członek Komitetu Głównego Olimpiady Wiedzy i Umiejętności Rolniczych.

## Życiorys
W 1997 roku uzyskała stopień doktora nauk rolniczych w dyscyplinie zootechnika na podstawie rozprawy zatytułowanej „Zastosowanie nasion rzepaku OO i obłuszczonych nasion bobiku w mieszankach dla kurcząt brojlerów” napisanej pod kierunkiem prof. Barbary Klocek. Stopień doktora habilitowanego nauk rolniczych w dyscyplinie zootechnika uzyskała w 2012 roku na podstawie pracy pt. „Efektywność stosowania preparatów enzymatycznych w żywieniu kurcząt brojlerów”.

## Działalność naukowa
Jej działalność naukowa koncentruje się wokół tematyki badawczej dotyczącej oceny efektywności wykorzystania składników pokarmowych z pasz krajowych przez zwierzęta gospodarskie, wpływu czynników żywieniowych na ilość i jakość surowców pochodzenia zwierzęcego oraz oceny dodatków paszowych w żywieniu zwierząt monogastrycznych, przeżuwaczy oraz zwierząt towarzyszących. Jest autorką wielu publikacji naukowych z tego zakresu w indeksowanych wydawnictwach naukowych znajdujących się w bazie Web of Science.

## Nagrody i odznaczenia
Odznaczona Medalem Srebrnym Za Długoletnią Służbę, Medalem za Zasługi dla Siedleckiej Uczelni oraz Złotą Odznaką ZNP.